# Castillo de San Jerónimo
El Castillo de San Jerónimo o Fuerte de San Jerónimo de Portobelo formaba parte del sistema defensivo para el comercio transatlántico de la Corona de España y es ejemplo de la arquitectura militar de los siglos XVII y XVIII. Mediante Ley 61 de 1908 se destinaron fondos para la conservación del Castillo.  Mediante Ley 68 de 1941 fue declarado monumento histórico nacional tanto al Castillo como las ruinas históricas del Distrito de Portobelo.